# National Center for Women & Information Technology

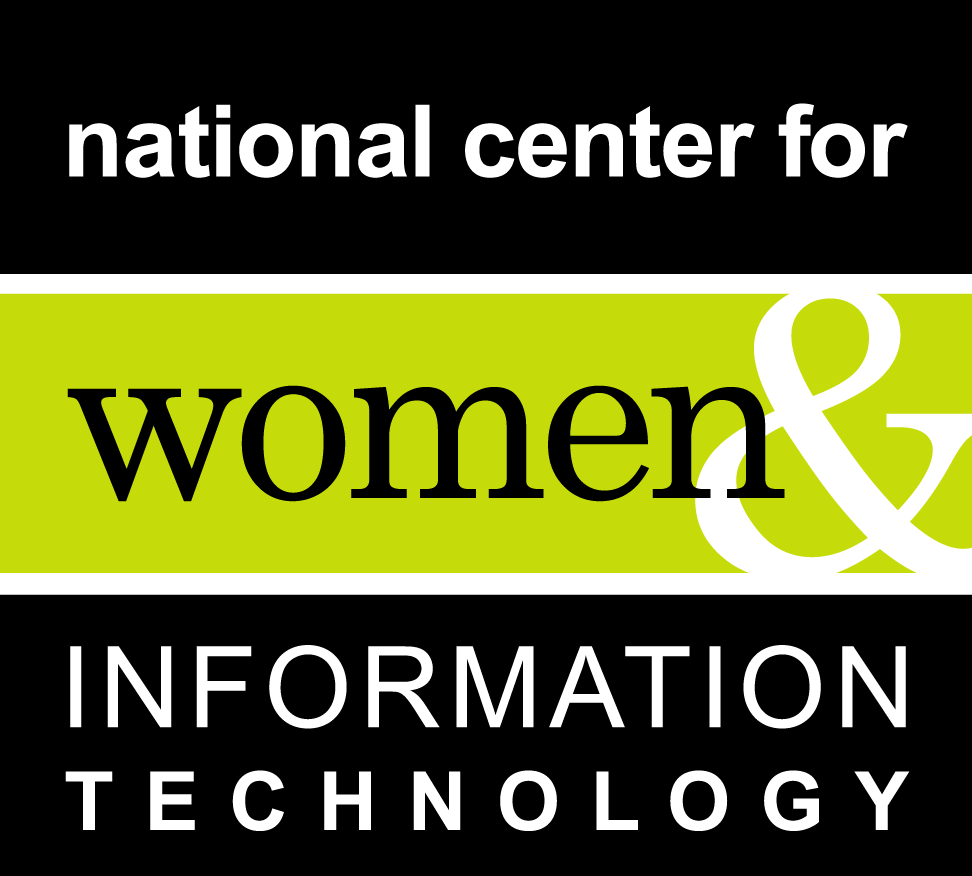
Logo del National Center for Women & Information Technology (NCWIT)

El National Center for Women & Information Technology (NCWIT) es una organización sin ánimo de lucro estadounidense que se dedica a potenciar la participación significativa de mujeres en la informática. Fue fundada en 2004 por Lucinda Sanders, su actual directora, Telle Whitney y Robert Schnabel. El centro está ubicado en Boulder, dentro del ATLAS Institute de la Universidad de Colorado en Boulder.